# Mas Pagès (Rupià)
El Mas Pagès és una obra de Rupià (Baix Empordà) protegida com a Bé Cultural d'Interès Local.

## Descripció
Mas de planta rectangular amb coberta de teula a dues aigües i carener perpendicular a la façana. La volumetria del mas és de planta baixa i un pis, en un punt central amb un segona planta. La façana presenta restes d'esgrafiats i finestres barroques fruit d'una intervenció del segle xviii. Les llindes i muntants d'obertures són de pedra.
L'estructura interior ha patit transformacions al llarg del temps i, per tant, ara és força complexa i del tot irregular. A la planta baixa hi ha elements d'estructura anterior a la resta de la construcció, tals com arcs carpanells molt rebaixats, portals i restes d'una antiga escala
Adossats als mas hi ha uns coberts de planta baixa per vehicles i traster. A més hi ha un cobert de fusta aïllat.